# 451 Patientia
451 Patientia este un asteroid din centura principală, descoperit pe 4 decembrie 1899, de Auguste Charlois.